# Brendan Dooling
Brendan Dooling es un actor estadounidense nacido el 27 de enero de 1990 en Bellport, Nueva York. Es conocido por interpretar a Walt Reynolds en el drama de The CW The Carrie Diaries.

## Biografía
Dooling nació en Bellport, Nueva York y asistió a la Gateway Acting School en donde tomó clases de actuación a la edad de once años.

### Carrera
Dooling comenzó a actuar en obras escolares mientras estudiaba en la Gateway Acting School. Actualmente reside en Brooklyn, Nueva York. Se graduó en 2009 y comenzó audicionar para obras en Broadway. Ha aparecido en obras tales como The Full Monty, Holiday Spectacular, The King and I y Jesucristo Superestrella.
En 2011 prestó su voz para dar vida a un elfo en la película para televisión An Elf's Story: The Elf on the Shelf. Otros créditos en televisión incluyen personajes menores en Unforgettable, y As the World Turns, así como en las películas Charlie, Trevor and a Girl Savannah, Paranoia y Breathe In.
En 2012 es contratado para interpretar a Walt Reynolds en la precuela de Sex and the City, The Carrie Diaries de la cadena The CW. Originalmente, Dooling audicionó para el personaje de Sebastian Kydd pero tal personaje le fue dado a Austin Butler.

## Filmografía
| Cine       | Cine                                 | Cine                   | Cine                          |
| Año        | Película                             | Rol                    | Notas                         |
| ---------- | ------------------------------------ | ---------------------- | ----------------------------- |
| 2012       | Somewhere Road                       | Wylee                  | Cortometraje                  |
| 2013       | Breathe In                           | Ryan                   |                               |
| 2013       | Paranoia                             | Dylan Goddard          |                               |
| 2014       | Charlie, Trevor and a Girl Savannah  | June Bug               |                               |
| 2015       | Demolition                           | Todd Koehler           | Posproducción                 |
| Televisión |                                      |                        |                               |
| Año        | Título                               | Rol                    | Notas                         |
| 2011       | An Elf's Story: The Elf on the Shelf | Chippy                 | Película para televisión, voz |
| 2011-2014  | Chuggington                          | Skylar                 | 6 episodios, voz              |
| 2012       | Unforgettable                        | Frat boy #2            | 1 episodio                    |
| 2013-2014  | The Carrie Diaries                   | Walter "Walt" Reynolds | Elenco principal              |